# ししじま (掃海艇)
ししじま（ローマ字：JS Shishijima, MSC-691）は、海上自衛隊の掃海艇。すがしま型掃海艇の11番艇。艇名は獅子島に由来する。
本記事は、本艇の艦暦について主に取り扱っているため、性能や装備等の概要についてはすがしま型掃海艇を参照されたい。

## 艦歴
「ししじま」は、平成14年度計画掃海艇391号艇として、USC京浜事業所で2003年5月23日に起工され、2004年9月29日に進水、2006年2月8日に就役し、佐世保地方隊沖縄基地隊第46掃海隊に編入された。
2011年3月11日、発生した東日本大震災の災害派遣に参加。
2012年2月1日から2月8日、伊勢湾で対機雷戦訓練に参加。
2013年6月20日から6月29日、硫黄島周辺海域で平成25年度実機雷処分訓練に参加。
2015年8月14日から9月14日までの間、掃海母艦「ぶんご」、掃海艇「あいしま」とともにシンガポール海軍及びインドネシア海軍主催の第6回西太平洋掃海訓練(6th WPMCMEX2015）に参加した。
2016年7月18日から7月30日、陸奥湾で平成28年度機雷戦訓練および掃海特別訓練に参加。
2017年6月16日から6月25日までの間、掃海母艦「ぶんご」、掃海艇「ちちじま」、「はつしま」、「つのしま」、「あいしま」、「くろしま」、SH-60Jと共に平成29年度実機雷処分訓練に参加し、硫黄島周辺海域にて機雷掃海、機雷掃討、水中処分員による機雷処分訓練を実施。
2019年1月26日、奄美大島東方沖を航行中に機関室の支柱から出火。機関長らが消火ポンプを始動して火災現場に放水し、鎮火させた。
2019年10月27日8時頃、久米島の南約140 kmの海域を北上する中国海軍のルーヤンII級駆逐艦1隻、ジャンカイII級フリゲート1隻、フチ級補給艦1隻による艦隊を発見した。その後、当該艦隊が沖縄本島と宮古島の間の海域を北上し東シナ海に出たことを確認するまでの間、海上自衛隊第5航空群所属のP-3C哨戒機と共に所要の情報収集・警戒監視を行った。
2020年6月17日から6月26日までの間、掃海母艦「うらが」、掃海艦「あわじ」、「ひらど」、掃海艇「えのしま」、「みやじま」、「いずしま」、「ちちじま」と共に令和2年度実機雷処分訓練に参加し、硫黄島周辺海域にて機雷掃海、機雷掃討、水中処分員による機雷処分訓練を実施。
2020年9月23日21時30分頃、久米島の北西約100 kmの海域を南東進する中国海軍のジャンカイII級フリゲート1隻を発見した。その後、当該艦艇は沖縄本島と宮古島の間の海域を南下して太平洋に出たが、同年9月26日には反転北上し、同じルートで東シナ海に出た。この一連の行動に対し、海上自衛隊第5航空群所属のP-3C哨戒機と共に所要の情報収集・警戒監視を行った。
2021年5月16日9時頃、久米島の北西約120 kmの海域を南進する中国海軍のルーヤンIII級駆逐艦1隻、ジャンカイII級フリゲート1隻、フチ級補給艦1隻による艦隊を発見した。その後、当該艦隊が沖縄本島と宮古島の間の海域を南下して太平洋に出たことを確認するまでの間、海上自衛隊第5航空群所属のP-3C哨戒機と共に所要の情報収集・警戒監視を行った。
2021年7月4日14時頃、沖縄本島の南東約150 kmの海域を北西進するロシア海軍のスラバ級ミサイル巡洋艦1隻、ウダロイI級駆逐艦2隻、ステレグシチー級フリゲート3隻、マルシャル・ネデリン級ミサイル観測支援艦1隻の、合計7隻で編成された艦隊を発見した。その後、当該艦隊が沖縄本島と宮古島の間の海域を北上した後、対馬海峡を北東進して日本海に出たことを確認するまでの間、海上自衛隊第2掃海隊「ひらしま」、第3ミサイル艇隊「しらたか」、第1航空群所属のP-1哨戒機、第5航空群所属のP-3C哨戒機と共に所要の情報収集・警戒監視を行った。
2021年9月24日9時頃、宮古島の南約85 kmの海域を北東進する中国海軍のジャンカイII級フリゲート1隻を発見した。その後、当該艦艇が沖縄本島と宮古島の間の海域を北上し、東シナ海に出たことを確認するまでの間、海上自衛隊第5航空群所属のP-3C哨戒機と共に所要の情報収集・警戒監視を行った。
2021年11月12日7時頃、宮古島の東北東約105 kmの海域を北西進する中国海軍のルーヤンII級駆逐艦1隻、ジャンカイII級フリゲート1隻、フチ級補給艦1隻の、合計3隻で編成された艦隊を発見した。その後、当該艦隊が沖縄本島と宮古島の間の海域を北上し、東シナ海に出たことを確認するまでの間、海上自衛隊第5航空群所属のP-3C哨戒機と共に所要の情報収集・警戒監視を行った。
2023年3月16日10時頃、奄美大島の西約160 kmの海域において、同海域を東進する中国海軍のジャンカイII級フリゲート（艦番号515）を発見した。その後、当該艦艇が奄美大島と横当島の間を抜けて太平洋に出たことを確認するまでの間、海上自衛隊第13護衛隊「じんつう」、第4航空群および第1航空群所属P-1哨戒機と共に所要の情報収集・警戒監視を行った。
2023年4月6日に発生した宮古島沖陸自ヘリ航空事故を受け、同日夜に沖縄県うるま市のホワイトビーチを出港し、翌7日正午すぎに現場海域に到着、掃海艦「えたじま」と交代するまでソナー（水中音波探知機）を使い、現場海域の捜索に24時間体制で従事した。
2023年6月20日から6月29日までの間、掃海母艦「うらが」、輸送艦「おおすみ」、掃海艇「ひらしま」、「みやじま」、「つのしま」、「なおしま」と共に令和5年度実機雷処分訓練及び掃海特別訓練（日米共同訓練）に参加し、硫黄島にてアメリカ海軍の水中処分隊と共同して対機雷戦（機雷掃討）及び水中処分訓練を実施。
2023年12月6日10時40分から12月8日にかけて屋久島沖米軍オスプレイ墜落事故に伴い自主派遣。同じく自主派遣された艦艇や自衛隊部隊、海上保安庁などと共に捜索救難・水中捜索活動に従事。機体の一部や乗組員遺体などを発見揚収するなどした。